# Đức Giêsu trừ quỷ cho con gái một người đàn bà Canaan
Đức Giêsu trừ quỷ cho con gái một người đàn bà Canaan là một phép lạ của Đức Giêsu được mô tả trong Phúc âm Mátthêu. Trong khi đó, Phúc âm Máccô gọi phép lạ này là Đức Giêsu trừ quỷ cho con gái người đàn bà Hy Lạp gốc Phoenicia xứ Syria. Bối cảnh của phép lạ trong cả hai Phúc âm này đều là khi Đức Giêsu đang ở vùng Tyre và Sidon, một người đàn bà xin trừ quỷ cho cô con gái của mình, người phụ nữ thể hiện lòng tin vững mạnh sau khi Đức Giêsu có lời nói mang tính khiêu khích và kết quả là đứa trẻ được giải thoát khỏi quỷ dữ. 

## Mô tả phép lạ trong các Phúc âm

### Phúc âm Máccô
Thành Tyre là một thành của người Phoenicia nằm ven biển phía bắc thành Galilea và phía mạn Tây Bắc Biển hồ Galilee. Việc Đức Giêsu đến với người dân ngoại cũng đưa ra nhiều vấn đề vì người Do Thái giữ luật Môsê không tiếp xúc với dân ngoại. Phúc âm Máccô không nêu ra lý do vì sao Đức Giêsu rời khỏi vùng đất người Do Thái nhưng có thể đoán được qua bối cảnh sau khi Người công kích lối sống đạo của người Pharisêu nhất là vấn đề giữ luật trong sạch và ô uế, Phúc âm cho biết cách Đức Giêsu đối xử với người dân ngoại là thi ân cho hai người: người đàn bà Hy Lạp gốc Phoenicia thuộc Syria (Mc 7, 24-30) và người vừa điếc vừa ngọng (Mc 7, 31-37).
(24) Đức Giê-su đứng dậy, rời nơi đó, đến địa hạt Tia. Người vào một nhà nọ mà không muốn cho ai biết, nhưng không thể giấu được.(25) Thật vậy, một người đàn bà có đứa con gái nhỏ bị quỷ ám, vừa nghe nói đến Người, liền vào sấp mình dưới chân Người.(26) Bà là người Hy-lạp, gốc Phê-ni-xi thuộc xứ Xy-ri. Bà xin Người trừ quỷ cho con gái bà.(27) Người nói với bà: “Phải để cho con cái ăn no trước đã, vì không được lấy bánh dành cho con cái mà ném cho chó con.”(28) Bà ấy đáp: “Thưa Ngài, đúng thế, nhưng chó con ở dưới gầm bàn lại được ăn những mảnh vụn của đám trẻ con.”(29) Người nói với bà: “Vì bà nói thế, nên bà cứ về đi, quỷ đã xuất khỏi con gái bà rồi.”(30) Về đến nhà, bà thấy đứa trẻ nằm trên giường và quỷ đã xuất..".
(Bản dịch của Nhóm Phiên Dịch Các Giờ Kinh Phụng Vụ)